# RBCジャーナル
『RBCジャーナル』（アールビーシージャーナル）は、1981年から1987年3月27日まで琉球放送（RBCテレビ）で毎週月曜 - 金曜 15:00 - 15:55に放送されていた報道番組。沖縄県内のローカルニュースやドキュメント特集、県内政財界の討論やインタビューなどを交えて伝えていた。放送開始時刻は15:00だったが、実際には15:01から放送されていた（15:00の時報は無かった）。
RBCは沖縄県の本土復帰前後の時期（1970年代前半）に平日12時台に40分間のローカルワイドニュース番組を放送しており（同時間帯に他のTBS系列局で放送されていた『ベルトクイズQ&Q』については15:00からの時差ネットだった）、本番組はその時以来の平日午後のローカルニュース番組となったが、1987年3月27日放送分をもって終了。その翌週の3月30日からは、TBS系列で放送されていた『3時にあいましょう』をネットするようになった。ローカルニュース番組としては『RBC特集 報道部発』が後継番組となるが、同番組は土曜夕方のみの放送で帯番組ではなかった。
| 琉球放送 ローカル報道番組 | 琉球放送 ローカル報道番組 | 琉球放送 ローカル報道番組                     |
| 前番組                    | 番組名                    | 次番組                                        |
| ------------------------- | ------------------------- | --------------------------------------------- |
| （不明）                  | RBCジャーナル             | RBC特集 報道部発                              |
| 琉球放送 平日15時台       |                           |                                               |
| 再放送枠                  | RBCジャーナル             | 3時にあいましょう （TBS系同時ネット枠へ移行） |